# منجم الدويحي
منجم الدويحي أحد مناجم شركة التعدين العربية السعودية. يقع مشروع الدويحي للذهب على بعد 180كم شرق محافظة الخرمة، وعلى بعد 170كم شمال شرق محافظة رنية، وعلى بعد 440 كم جنوب غرب مدينة الرياض، وحوالي 125 كم جنوب شرق بلدة ظلم.

## المنجم
يتكون مشروع منجم الدويحي من المنجم ومصنع المعالجة في منجم الدويحي وشبكة نقل المياه المعالجة التي تمتد بطول 430 كلم من مدينة الطائف إلى المنجم، ويقدر متوسط الطاقة الإنتاجية للمنجم سنويا بحوالي 180ألف أوقية من الذهب الصافي. المنجم مملوك لشركة معادن للذهب ومعادن الأساس المملوكة بالكامل لشركة معادن، وقد وقعت عقدًا لإنشاء معمل الدويحي لإنتاج الذهب مع شركة كورية بقيمة إجمالية تبلغ 1.018 مليار ريال. يقدر احتياطي المنجم بحوالي 1.9 مليون أوقية من الذهب.